# دبلوماسية علمية
الدبلوماسية العلمية هي استخدام التعاون العلمي بين الدول لمعالجة المشاكل المشتركة وبناء الشراكات الدولية.

## أنواع الأنشطة
تنقسم الدبلوماسية العلمية إلى ثلاثة أنواع:
- العلم في الدبلوماسية: يستطيع العلم تقديم المشورة لإعلام ودعم أهداف السياسة الخارجية.
- دبلوماسية العلم: يمكن للدبلوماسية تسهيل التعاون العلمي الدولي.
- العلم من أجل الدبلوماسية: يمكن للتعاون العلمي أن يحسن العلاقات الدولية.[7]